# Tessmannia anomala
Tessmannia anomala là một loài thực vật có hoa trong họ Đậu. Loài này được (Micheli) Harms miêu tả khoa học đầu tiên.